# Václav Černý (herec)
Václav Černý (23. dubna 1863 Panenské Břežany – 8. července 1894 Vodolka, dnes Odolena Voda)) byl český herec, básník a překladatel, především anglické literatury.

## Život a dílo
Studoval v Praze na reálce a pak na učitelském ústavu, který pro plicní chorobu nedokončil. Od roku 1884 působil jako herec. Do roku 1885 byl členem činohry Národního divadla (kde mimo jiné ztvárnil roli Smiřice v dramatu Vítězslava Hálka Záviš z Falkenštejna), potom působil u několika venkovských divadelních společností (například u Vendelína Budila), kde mu byly svěřovány především charakterní role. Zemřel na tuberkulózu a pohřben byl na vodolském hřbitově.
Z vlastní básnické tvorby publikoval od roku 1881 časopisecky (Květy, Lumír, Ruch, Světozor) jen několik básní, epickou skladbu Památce Mistra Jana Husa vydal samostatně u nakladatele Františka Horálka na Vinohradech roku 1894. Především se však věnoval překladatelské činnosti z angličtiny, hlavně povídek Edgara Allana Poea a romantických básníků. Největší zájem věnoval Percymu Bysshe Shelleyovi. Připravoval také rozsáhlou antologii anglické lyriky, z níž v posledním roce jeho života přetiskoval časopis Vesna básně P. B. Shelleyho, T. Moora, J. Keatse, R. Browninga, D. G. Rossettiho a dalších.

## Výběrová bibliografie

### Překlady
- 1884 - George Sandová: Malá Fadetka.
- 1885 - François Coppée: Z malého světa. společně s Ladislavem Arittem, autorství překladu nejisté.[3]
- 1887 - Edward Bulwer-Lytton: Děvče Lyonské aneb Láska a pýcha.
- 1892 - Percy Bysshe Shelley: Cenci.
- 1893 - Edgar Allan Poe: Povídky.
- 1894 - Percy Bysshe Shelley: Alastor, časopisecky (Květy).
- 1894 - Edgar Allan Poe: Vraždy v ulici Morgue.
- 1894 - Edgar Allan Poe: Pád domu Usherových a jiné novely, obsahuje Pád domu Usherových, Černá kočka, Morella a Sud amontiládského.
- 1894 - Edgar Allan Poe: Zlatý chrobák a jiné novely.obsahuje Zlatý chrobák, Zrádné srdce a Maska červené smrti.
- pozůstalost - Percy Bysshe Shelley: Královna Mab.

### Vlastní práce
- Památce Mistra Jana Husa, Královské Vinohrady (Praha): František Horálek 1894, epická skladba.